# كتانية يافاوية
الكتانية اليافاوية (باللاتينية: Linaria joppensis) نوع نباتي يتبع جنس الكتانية من الفصيلة الحملية من رتبة الشفويات.

## الموئل والانتشار
تنتشر في بلاد الشام وسيناء ومصر والمغرب العربي وقبرص.